# Chihuahua al Pacífico

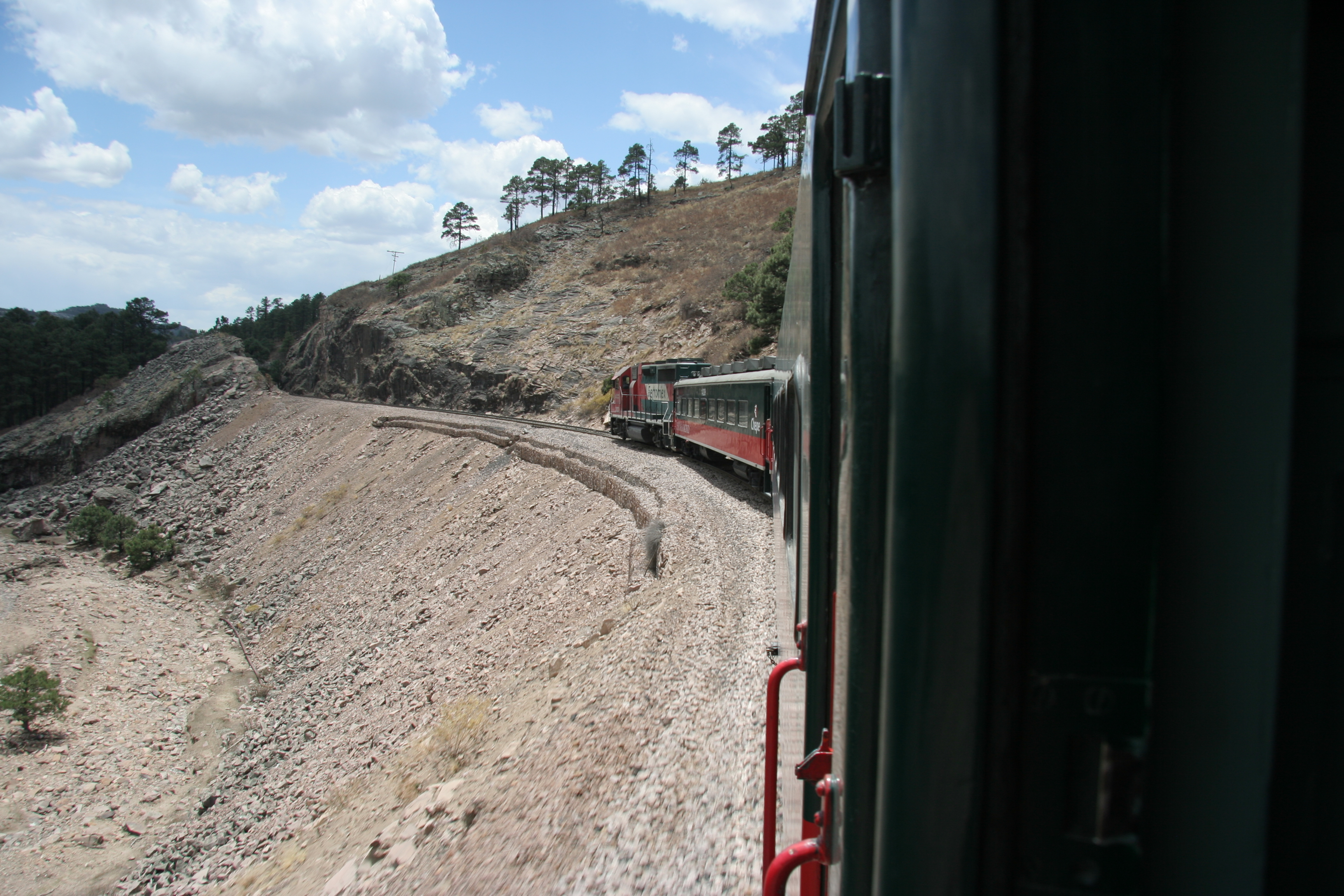
Chihuahua al Pacífico

De Ferrocarril Chihuahua al Pacifico, ook bekend als CHEPE, is een bekende spoorweglijn in Mexico. Hij verbindt Chihuahua met Los Mochis, aan de Grote Oceaan.
De spoorlijn heeft een lengte van 653 kilometer. Op het traject bevinden zich 37 bruggen en 87 tunnels. Het hoogste punt ligt 2424 meter boven zeeniveau. Een deel van de spoorlijn loopt langs de Koperkloof (Barranca del Cobre), het diepste canyonsysteem ter wereld. De trein stopt gedurende 15 minuten bij het station El Divisadero, een van de meest adembenemende delen van de Koperkloof.
De eerste aanzet van de bouw van de Chihuahua al Pacifíco was in 1880 toen president Manuel González een spoorwegconcessie gaf aan de utopisch socialist Albert Kinsey Owen, die in Los Mochis een utopische kolonie wilde vestigen. Door financiële tegenvallers, een onrustig politiek klimaat en het lastige terrein duurde het tot 1961 voor de spoorlijn gereed was.
Na de privatisering van de spoorwegen in 1998 kwam de Chihuahua al Pacífico in handen van Ferromex.
Sinds 2019 rijden er twee soorten treinen, de Chepe Express en de Chepe Regional, elk met een eigen schema van 3 dagen per week. Met de Chepe Express mogen zonder extra kosten twee tussenstops worden gemaakt. Met de Chepe Regional zijn dat er drie. Dit schema houdt in dat 3 tussenstops met de Regional een week duurt.